# Glenea cylindrepomoides
Glenea cylindrepomoides är en skalbaggsart som beskrevs av Thomson 1865. Glenea cylindrepomoides ingår i släktet Glenea och familjen långhorningar.
Artens utbredningsområde är Filippinerna. Inga underarter finns listade i Catalogue of Life.